# Lektürephase
Die Lektürephase ist ein Abschnitt des altsprachlichen Schulunterrichtes an Gymnasien.
Die Lektürephase kennzeichnet sich dadurch, dass die Sprache nun hinreichend erlernt wurde, so dass die Schriften klassischer Autoren im Original gelesen und übersetzt werden können.

## Latein
Den Einstieg in die Lektürephase bot früher der Historiker Cornelius Nepos, heute meist Gaius Iulius Caesar, danach oftmals Plinius der Jüngere und römische Dichter wie Catull oder Ovid. Später werden schwierigere Autoren wie Cicero, Sallust, Seneca, Livius, Tacitus oder Vergil übersetzt.

## Griechisch
Als Anfangslektüre fungieren häufig Xenophon, Lukian oder das Neue Testament. Darauf folgt die Lektüre anspruchsvollerer Autoren wie Herodot, Platon und Homer und im anspruchsvollsten Fall auch Sophokles, Euripides oder Thukydides.